# Hypsugo imbricatus
Hypsugo imbricatus là một loài động vật có vú trong họ Dơi muỗi, bộ Dơi. Loài này được Horsfield mô tả năm 1824. Loài này được tìm thấy ở Indonesia và Malaysia.